# Banca nazionale del Tagikistan
La banca nazionale del Tagikistan è la banca centrale dello stato asiatico del Tagikistan.
La moneta ufficiale dello stato è lo somoni tagiko.